# 菲律宾自由邦流亡政府
菲律賓自由邦流亡政府（西班牙語：Government of the Commonwealth of the Philippines exile、他加祿語：Government of the Commonwealth of the Philippines exile）是二戰期間的政權。在美國的最終控制之下，菲律賓共和國仍擁有自治的權利。
在日本帝國征服菲律賓期間，繼美國麥克阿瑟將軍於1942年3月撤離之前，政府撤離到澳大利亞。他們從澳大利亞前往美國，並於5月在華盛頓特區定居。1942年5月13日在華盛頓期間，由曼努埃爾·奎松總統領導的政府努力維護美國對菲律賓的控制，並向菲律賓發布短波廣播。 他們的合法性得到了富蘭克林·羅斯福領導的美國政府的支持，奎松加入了政府間太平洋戰爭委員會。在流放期間，奎松簽署了聯合國宣言。